# Margon Arena
Margon Arena är en inomhusarena i Dresden, Tyskland. Arenan används både för sportevenemang och för konserter. Den är hemmaarena för idrottsklubbarna Dresdner SC (volleyboll), HC Elbflorenz (handboll) och Dresden Titans (basket) och kan då ta 3 000 åskådare. För konserter kan den ta 4 500 personer.
Arenan invigdes 1998 under namnet Mehrzweckhalle Bodenbacher Straße. Den har haft sitt nuvarande namn sedan 2007, då den sponsras av ett mineralvattenföretag. 